# Pseudochubbina
Pseudochubbina es un género de foraminífero bentónico de la familia Fabulariidae, de la superfamilia Alveolinoidea, del suborden Miliolina y del orden Miliolida. Su especie tipo es Pseudedomia globularis. Su rango cronoestratigráfico abarca el Campaniense (Cretácico superior).

## Clasificación
Pseudochubbina incluye a la siguiente especie:
- Pseudochubbina globularis †